# Tanja Gonggrijp
Tannetje Jakoline „Tanja“ Gonggrijp (* 4. Februar 1976 in Amersfoort) ist eine niederländische Diplomatin. Sie ist seit 2019 die niederländische Botschafterin in Sri Lanka.

## Leben
Tanja Gonggrijp besuchte das Johan van Oldenbarnevelt Stedelijk Gymnasium im Amersfoort. Anschließend studierte sie von 1995 bis 2000 an der Universität Twente Europäische Verwaltungswissenschaft mit Ausrichtung Internationale Beziehungen. Dort promovierte sie auch. Nach dem Studium arbeitete sie in Lehre und Forschung für das Clingendael-Institut, einem niederländischen Institut für internationale Beziehungen mit angeschlossener Diplomatenakademie.

## Diplomatischer Werdegang
Seit 2014 arbeitet Tanja Gonggrijp für das niederländische Außenministerium, zuerst in der Generaldirektion für West- und Mitteleuropa, dann von 2007 bis 2010 als Zweitsekretärin an der niederländischen Botschaft in Dakar, Senegal. Von 2010 bis 2014 war sie im Außenministerium Beraterin („Senior Adviser“) in der Generaldirektion für internationale Zusammenarbeit. Von 2014 bis 2015 war sie Programmkoordinatorin für die Erneuerung der Personalpolitik in der Abteilung für Personal und Organisation. Von 2015 bis Juli 2019 war sie Abteilungsleiterin für nachhaltige Produktion und Handel in der Abteilung für nachhaltige Wirtschaftsentwicklung.
2019 wurde Tanja Gonggrijp als Nachfolgerin von Joanne Doornewaard, die Botschafterin in Südkorea wurde, neue niederländische Botschafterin in Colombo. Die Akkreditierung bei Maithripala Sirisena, dem Präsidenten Sri Lankas, erfolgte am 19. August 2019. In seiner Begrüßungsrede würdigte Präsident Sirisesa die langjährige freundschaftliche Verbindung beider Länder. Konkret führte er aus: […] Die Botschaft wird weiterhin zu unserer Zusammenarbeit in Bezug auf das gemeinsame kulturelle Erbe, Handelsinvestitionen und den Wissensaustausch beitragen. Die Niederlande schätzen auch unsere konzertierten Bemühungen, Frauen zu befähigen, sich voll und ganz an der srilankischen Gesellschaft zu beteiligen. Als Botschafterin in Sri Lanka ist sie mitakkreditiert für die Malediven.